# Zas
Zas és un municipi de la província de la Corunya a Galícia. Pertany a la Comarca da Terra de Soneira. Limita amb els municipis de Coristanco, Santa Comba, Mazaricos, Vimianzo, Laxe i Cabana de Bergantiños.
| 5.691 | 6.275 | 8.004 | 7.329 | 5.867 |
| Fonts: INE i IGE (Els criteris de registre censal variaren i les dades de l'INE i de l'IGE poden no coincidir.) |       |       |       |       |

## Parroquias
| - O Allo (San Pedro) - Baio (Santa María) - Brandomil (San Pedro) - Brandoñas (Santa María) - Carreira (Santiago) - Gándara (Santa María) - Lamas (Santa María) - Loroño (Santiago) | - Mira (Santa María) - Muíño (San Tirso) - San Cremenzo de Pazos (San Cremenzo) - San Martiño de Meanos (San Martiño) - Santa Sía de Roma (Santa Sía) - Santo Adrián de Castro (Santo Adrián) - Vilar (San Pedro) - Zas (Santo André) |